# Josh Klinghoffer
Josh Adam Klinghoffer (Los Angeles, Kalifornija, 3. listopada 1979.), američki multi-instrumentalist, najpoznatiji kao aktualni gitarist Red Hot Chili Peppersa. Član sastava postao je nakon odlaska prijatelja i čestog suradnika Johna Frusciantea. Zajedno s ostatkom Peppersa u travnju 2012. primljen je u Rock and Roll Hall of Fame.